# Майкл Шейн, частный детектив
«Майкл Шейн, частный детектив» (англ. Michael Shayne, Private Detective) — американский детективный фильм с элементами комедии режиссёра Юджина Форда, который вышел на экраны в 1940 году. Это первый в серии из семи фильмов 1940—1942 годов студии 20th Century Fox о частном детективе Майкле Шейне, роль которого исполнил Ллойд Нолан.
В основу фильма положен роман 1940 года американского автора детективов Бретта Халлидея «Частная практика Майкла Шейна» (англ.  The Private Practice of Michael Shayne). В этом фильме Майкл Шейн по поручению своего приятеля-миллионера Хайрама Брайтона (Кларенс Колб) берётся присмотреть за его дочерью Филлис (Марджори Уивер), которая болезненно увлечена азартными играми. В круг общения Филлис входят управляющий казино Гордон (Дугласс Дамбрилл) и его помощник, обольститель и мошенник Гарри Грейндж (Джордж Микер). Чтобы отвадить Филлис от азартных игр, Майк инсценирует убийство Гарри, но в тот же вечер Гарри убивают по-настоящему, и подозрение падает как на Майка, так и Филлис. В деле также оказываются замешанными адвокат Кинкейд (Роберт Эмметт Кин), которого также убивают, и владелец скаковой лошади Томас (Уолтер Эйбел). В конечном итоге Майклу с помощью Филлис и её эксцентричной тёти Оливии (Элизабет Паттерсон) удаётся разоблачить преступника.
Современные критики в целом позитивно оценивают фильм как предвосхищающий появление жанра фильм нуар. В частности, положительных отзывов удостоился Ллойд Нолан за исполнение заглавной роли, а также Марджори Уивер и особенно Элизабет Паттерсон. При этом также обращается внимание на неровности в композиционном построении и развитии сюжета, что несколько снижает убедительность истории и соответственно «вовлечённость» зрителя в расследование.

## Сюжет
На ипподроме молодая привлекательная девушка Филлис Брайтон (Марджори Уивер) делает крупные рискованные ставки и проигрывает. Её отец, комиссар скачек Хайрам Брайтон (Кларенс Колб) пытается уговорить дочь проявить сдержанность, однако Филлис его не слушает. В очередном забеге она собирается поставить на лошадь Банджо-Бой, ставки на победу которой принимаются с коэффициентом 1 к 15. Одновременно Филлис заявляет отцу, что истратила всё месячное содержание, которое он ей выделил, и просит у него ещё денег. Когда отец отказывает, Филлис уходит. На ипподроме она находит букмекера Стива (Фрэнк Орт), и, заняв у него денег, делает через него ставку в 200 долларов на Банджо-Боя. В качестве залога Филлис отдаёт Стиву брошь стоимостью 500 долларов. В этот момент к Стиву подходит частный детектив Майкл Шейн (Ллойл Нолан), заявляя, что эта брошь ничего не стоит. Стив благодарит детектива за подсказку и уходит, не приняв ставку и вернув брошь Майклу. Возмущённая Филлис требует объяснений. Майкл говорит, что её отец был его другом много лет, и он знает, сколько отец работал, чтобы обеспечить ей богатую жизнь. Филлис возвращается на своё место в тот момент, когда Банджо-Бой выигрывает забег. В сердцах она выражает своё возмущение отцу по поводу его друга Майкла, из-за которого она лишилась выигрыша в 3 тысячи долларов. Она заявляет, что была уверена в победе Банджо-Боя, так как наводку ей дал Гарри Грейндж (Джордж Микер). Это удивляет Хайрама, который спускается в конюшню, чтобы поздравить Фредди (Боб Роуз), наездника Банджо-Боя. Затем он заводит разговор с владельцем лошади Эллиоттом Томасом (Уолтер Эйбел), выражая удивление победой Банджо-Боя.
Из офиса Майкла Шейна выносят мебель в счёт покрытия его долгов. В этот момент к Шейну заходит адвокат с сомнительной репутацией Ларри Кинкейд (Роберт Эмметт Кин), предлагая детективу дело и аванс в тысячу долларов. Услышав это, Шейн требует, чтобы носильщики вернули мебель на место. Кинкейд рассказывает, что его клиент выдал 10 тысяч долларов Гарри Грейнджу, чтобы тот через своих людей сделал ставки на определённую лошадь. Лошадь победила, но Гарри не выплатил деньги клиенту. В этой связи Кинкейд просит Шейна поговорить со своим знакомым Бенни Гордоном (Дугласс Дамбрилл), чтобы тот оказал давление на Грейнджа. И если Шейн добьётся получения денег, то Кинкейд обещает заплатить из них Шейну ещё 5 тысяч долларов. Возмущённый Шейн даёт Кинкейду по физиономии, после чего тот, схватив для защиты пистолет Шейна, сбегает. Сразу после этого детективу звонит Хайрам Брайтон, сообщая, что уезжает в командировку в Нью-Йорк. На время своего отсутствия он просит Шейна за вознаграждение присмотреть за его дочерью.
Вечером Майкл приезжает в клуб West Coast Club, где Филлис играет в рулетку и снова проигрывает. Гарри Грейндж сочувствует ей, выражая сожаление, что вчера она упустила возможность крупно выиграть на ипподроме. Филлис берёт у него взаймы ещё 500 долларов. В этот момент появляется Майкл, который не советует Грейнджу давать ей деньги в долг. Девушка тем не менее забирает деньги и уходит играть. Майкл поднимается к управляющему клубом Бенни Гордону, который проводит беседу со своей дочерью Маршей Гордон (Джоан Валери), запрещая ей крутиться с Грейнджем. Гордон утверждает, что тот её не любит, на самом деле ухаживая за Филлис. Однако Марша уверена, что это отец запретил Гарри видеться с ней. Заходит Майкл, заявляя Гордону, что Грейндж бессовестно обчищает клиентов в его интересах. Нападки на Гарри возмущают Маршу, которая уходит, прихватив свою упавшую брошь. Майкл сообщает Гордону, что только что у рулетки Гарри дал одной его знакомой деньги в кредит, а она для этого слишком молода. Майкл требует, чтобы девушке вернули проигранные деньги, иначе грозит применить силу. Понимая, что с Майклом сейчас лучше не связываться, Гордон решает пойти ему на уступки, и вызывает к себе Грейнджа и Филлис. Выяснив у Грейнджа, что Филлис проиграла 2 тысячи долларов, Гордон отсчитывает деньги из своего кошелька и отдаёт ей. Когда Филлис отказывается брать деньги, их забирает Майкл, после чего вопреки её желанию собирается увезти её домой. Когда Грейндж пытается воспрепятствовать ему, Майкл бьёт его в челюсть, и тот падает. После их ухода Гордон говорит Грейнджу, что тот должен был учитывать, что в деле замешан Шейн, а затем добавляет, что вернёт свои деньги в двойном размере.
Приехав домой, Филлис сразу же направляется в кабинет к отцу, выражая ему возмущение, что тот приставил к ней Майкла. Выйдя в прихожую, Хайрам благодарит Майкла за хорошую работу, после чего просит его немедленно переехать в его дом, предлагая детективу комнату напротив Филлис. Появляется страстная любительница детективов тётя Оливия (Элизабет Паттерсон). Хайрам знакомит её с Шейном, после чего со всеми прощается и уезжает в командировку. Когда все расходятся по комнатам, Майкл заходит к Филлис, забирает у неё ключ от двери и запирает её. Вскоре Филлис достаёт другой ключ, звонит кому-то и уходит из дома, о чём Майклу вскоре даёт знать тётя Оливия. Филлис возвращается в клуб, где её встречает Грейндж. Затем появляется Эллиотт Томас, которого она знакомит с Грейнджем, после чего тот сразу же уходит. Филлис поздравляет Томаса с успехом Банджо-Боя, на что тот замечает, что её отец сомневался в успехе его лошади. Тем временем Марша ловит Грейнджа, который пытается от неё сбежать. Ревнуя его к Филлис, Марша угрожает, что так просто он от неё не избавится. Грейндж говорит, что их отношения исчерпали себя, после чего уходит. В клубе появляется Майкл, замечая Грейнджа у барной стойки и Филлис, которая играет в рулетку. Майкл подсаживается к Грейнджу, рассказывая, что Филлис оболгала его перед отцом, и тот его уволил. В ходе разговора Майкл незаметно подставляет Грейнджу свой стакан. После того, как Грейндж выпивает из стакана Майкла, детектив предлагает выйти из зала на улицу, якобы намереваясь сообщить ему кое-что важное. За ними со стороны внимательно наблюдает Марша. На улице Грейндж уже едва держится на ногах. Майкл сажает его в машину и увозит в пустынное место. Там он распахивает пиджак уже спящего Грейнджа и оставляет на нём кетчупом след в районе сердца, как будто его кто-то застрелил. Вернувшись в клуб, Майкл видит, что Филлис продолжает играть. Он заходит в телефонную будку и звонит в участок капитану Пейнтеру (Дональд Макбрайд), анонимно сообщая, что видел на дороге тело убитого человека в машине. Затем Майкл выходит в зал и подходит к Филлис, которая говорит, что хотела бы вернуть часть долга Грейнджу. Майкл сообщает, что Грейндж некоторое время назад уехал на её машине. Они садятся в машину Майкла и уезжают, по дороге замечая её машину на обочине. Когда они останавливаются рядом, Филлис бросается в салон своей машины, пытаясь привести Грейнджа в чувства. Увидев пятно на его рубашке, она решает, что он застрелен. Майк говорит, что если об этом узнаёт полиция, то она окажется в серьёзной беде. Филлис умоляет Майка помочь, но затем понимает, что это кетчуп и начинает будить Грейнджа. В этот момент она видит, что тот действительно был застрелен, но в висок. Рядом лежит пистолет, и Майк понимает, что это его пистолет. Он вытаскивает труп Грейнджа из машины, затем сажает Филлис за руль и приказывает ей ехать домой и обо всём помалкивать. После её отъезда Майк садится в свою машину, однако она не заводится. В этот момент подъезжает полиция, и Майк лишь успевает выбросить пистолет в кусты.
Полиция задерживает Майкла и доставляет его в участок. В момент допроса Пейнтеру звонит Гордон, узнавший об убийстве Грейнджа. Он сообщает, что сегодня вечером у Грейнджа и Шейна была стычка в его кабинете. Капитан приглашает к себе репортёров, делая заявление, что он задержал Шейна по подозрению в убийстве. По его словам, примерно час назад он получил анонимный звонок об убийстве. Приехав на место, он обнаружил, что тело было ещё тёплым. Недалеко от трупа он задержал Шейна, который отказывается объяснять, как он там оказался. Мотивом преступления Пейнтер называет ссору Шейна и Грейнджа сегодня вечером в клубе. В свою очередь Майкл говорит, что анонимный звонок об убийстве поступил и ему, и он точно знает, что это звонил Пейнтер. Таким образом, по словам Майкла, вызвав его на место убийства, Пейнтер попытался свести с ним старые счёты. Далее детектив заявляет, что без реальных доказательств капитан не имеет правое его задерживать. Пейнтер понимает, что ему придётся снять обвинения с Шейна. Отпустив детектива, Пейнтер просит журналистов об этом случае не писать. На такси Шейн приезжает в гостиницу «Риверсайд Террас», где, выяснив номер Кинкейда, проникает через служебный вход, а затем по балкону забирается в его комнату. Когда он начинает обыскивать помещение с разбросанными бумагами, из-за двери высовывается рука, и в Шейна стреляют, но он успевает вовремя упасть на пол. Лёжа за диваном, он видит, как через комнату проходит мужчина. Майкл направляется за ним, открывает дверь, но получает неожиданный удар в лицо и падает.
Когда Майкл возвращается в дом Брайтона, его встречает взволнованная Филлис, которая обрабатывает его рану на голове. Он объясняет девушке, что убить Грейнджа хотели бы многие, так как тот был тесно связан с городской организованной преступностью. Филлис чувствует свою вину перед Майклом и хочет ему помочь. Он собирается немедленно поехать, чтобы забрать свой пистолет, пока его не нашла полиция. Филлис клянётся Майклу больше не играть в азартные игры и уговаривает его взять её с собой. Они приезжают на место убийства Грейнджа. Когда Майк находит пистолет, из кустов неожиданно выходит случайный рыбак (Ирвинг Бейкон). Детектив привлекает испуганного рыбака в качестве свидетеля, который должен подтвердить, что Майкл только что нашёл пистолет. Майк посылает рыбака к адвокату, чтобы тот официально оформил заявление. После этого в сидении автомобиля Филлис обнаруживает брошь, и Майк понимает, что это брошь Марши Гордон, которую та вчера обронила в кабинете отца. Но совершенно непонятно, как брошь оказалась в машине. Майкл звонит по телефону Марше, выясняя, что она больна. Тогда он приобретает в аптеке медицинский чемоданчик, с которым приезжает в дом Гордона. Представившись врачом, Майкл проходит в комнату Марши, где видит, что та сделала из простыни канат, и с его помощью сбежала через окно. На её комоде Майкл находит записку: «Я больше не могу это выносить. Я лучше умру. Я ухожу туда, где ты меня никогда не увидишь. Марша». Майкл забирает с собой пальто, шляпку и сумку Марши, а также пистолет, который находит в комоде. Когда Майкл выходит на улицу, к нему подбегает Филлис, выдвигая версию, что Грейнджа убили из-за денег, так как он сделал крупную ставку на Банджо-Боя и выиграл. В тот день Грейндж сказал ей, что собирается поставить на эту лошадь 10 тысяч долларов, и соответственно его выигрыш при коэффициенте 1 к 15 составил бы 150 тысяч. Майкл вспоминает, как у него в офисе Кинкейд предлагал ему получить деньги за выигравшую ставку в 10 тысяч долларов именно у Гарри Грейнджа. Филлис говорит, что этот забег вызывал подозрения у её отца, что лошадь была под допингом. Так как все победители забегов проходят медицинскую проверку слюны, Майк просит Филлис достать химический анализ слюны Банджо-Боя. Детектив говорит, что если Банджо-Бой действительно был под допингом, тогда у него есть объяснение происходящему, так как владельцем Банджо-Боя является Эллиотт Томас.
Майкл приезжает в офис к Гордону, обвиняя его в том, что это он вчера вечером позвонил Пейнтеру, на что тот отвечает, что просто исполнил свой гражданский долг. Тогда Майкл требует с Гордона пять тысяч долларов за информацию о том, где находится Марша. Гордон звонит домой, убеждаясь, что Марши там нет, после чего соглашается на условия Майкла. Сразу же Гордону кто-то звонит по телефону, назначая встречу на восемь часов. Вырвав незаметно листок из записной книжки Гордона, Майк узнаёт, что встреча назначена по адресу: Бич-стрит, Бальбоа. Майкл заезжает в тёте Оливии, сообщая ей, что у Эллиотта Томаса есть прибрежный дом в Бальбоа. Он также показывает ей свой пистолет, найденный им около тела убитого Грейнджа. Майкл рассказывает, что пистолет забрал у него из офиса адвокат Кинкейд, который пропал. Далее он показывает другой пистолет, который он нашёл у Марши Гордон, влюблённой в Грейнджа. Оливия замечает, что оба пистолета одной модели, и их можно подменить. Майкл решает переставить ствол со своего пистолета на пистолет Марши. Майкл уверен, что её отец многое знает, и имеет смысл пустить расследование в его направлении. Перед уходом детектив просит Оливию кое-что для него сделать. Вскоре Оливия приглашает к себе Пейнтера и его помощника Эла (Эдриан Моррис). Она рассказывает, что её брат совершил большую ошибку, наняв Майкла Шейна, и только что она видела, как Шейн спрятал в кабинете два пистолета. Пейнтер достаёт из рабочего стола оба пистолета, устанавливая по запаху из ствола, что из одного из них недавно стреляли. В этот момент входит Шейн, который говорит, что один пистолет его, а второй он нашёл сегодня в ста футах от тела Грейнджа, и этому есть свидетель. Шейну возвращают его пистолет, а по второму пистолету полиция собирается провести баллистическую экспертизу. После ухода полицейских Майк благодарит тётю за то, что она ему блестяще подыграла.
Приезжает Филлис с результатами химического анализа по Банджо-Бою, которые ей пришлось выкрасть. Вопреки предположению Майкла и Филлис, выясняется, что Банджо-Бою не давали допинг. Затем появляются Пейнтер и Эл, сообщая, что согласно данным экспертизы, из взятого ими пистолета Грейнджа не убивали. Когда Пейнтер собирается доставить в участок Шейна с его пистолетом, тот отталкивает полицейских и убегает. Они бросаются за ним в погоню, но Майкл успевает спрятаться в кустах, а затем спокойно возвращается в дом. Он говорит, что после экспертизы его пистолета Пейнтер поймёт, что на нём установлен ствол от пистолета Марши. Майкл достаёт записку Марши и просит тётю скопировать её десять раз как можно более похоже. Затем Майкл просит Филлис позвонить Томасу и договориться с ним о встрече около библиотеки в 7:30. На эту встречу Майкл просит Филлис надеть пальто и шляпку, а также взять сумочку Марши, которые он забрал из её комнаты. Майкл инструктирует Филлис говорить Томасу что угодно, главное, чтобы он запомнил, как она одета. В условленное время перед библиотекой Филлис встречает Томаса, рассказывая ему о подозрениях своего отца в отношении Банджо-Боя, а затем показывает ему записку. Томас говорит, что у него нет никаких опасений по поводу Банджо-Боя. После отъезда Томаса подъезжает Майк, который забирает у неё одежду Марши и с копиями записок направляется в дом Томаса в Бальбоа, обещая вернуться завтра утром.
Майкл приезжает на пирс и прячет там одежду. Тем временем, подъехав на машине к дому Томаса, Филлис оставляет Оливию на улице, а сама проходит внутрь. Осматривая дом, она натыкается на Маршу с пистолетом в руке, которая говорит, что Филлис с её деньгами было несложно увести у неё Грейнджа. Марша угрожает убить Филлис, однако тётя Оливия подкрадывается к ней сзади и бьёт её вазой по голове. Затем женщины запирают Маршу в кладовой. Когда появившийся Майкл поднимается на второй этаж, к дому подъезжают Пейнтер и Эл, и женщины замечают их. Затем приезжают также Гордон и Томас, которые договаривались о встрече в этом доме в 7:00. На пирсе детективы находят пальто и записку Марши, решая, что она написала её перед самоубийством. Пейнтер говорит, что парень, который ему звонил, сказал, что девушку сбросили с пирса. Увидев, что в доме загорелся свет, полицейские направляются туда. Майкл встречает их у дверей заднего входа, проводя за собой. На кухне они роняют посуду, после чего Гордон и Томас понимают, что в доме кто-то есть. Гордон настораживается в отношении Томаса. Когда он открывает дверь, то видит перед собой Пейнтера и Эла. Пейнтер требует, чтобы Томас объяснил, чья это одежда. Томас отвечает, что это одежда Филлис, и спрашивает, что с ней случилось. Пейнтер говорит, что к нему поступила информация, что в 7:30 кто-то вынес тело из этого дома и выбросил его в залив. Тётя Оливия и Филлис наблюдают за происходящим из укрытия на втором этаже. Когда Пейнтер требует объяснений, Гордон отказывается подтвердить, что приехал одновременно с Томасом. Томас говорит, что не знает, как эта одежда оказалась здесь, но точно знает, что Филлис Брайтон была в этой одежде, когда он встречался с ней сегодня вечером. Томас уверен, что Филлис это подтвердит, и предлагает связаться с ней по телефону. В этот момент потерявшая равновесие Филлис сваливается по лестнице со второго этажа, а вслед за ней спускается тётя Оливия. Она объясняет, что они знали, что Пейнтер разыскивает Шейна. Когда они увидели, куда Шейн поехал, они отправились по его следу, и прибыли сюда 10 минут назад. Значит, заключает Пейнтер, Шейн не мог ничего сделать с Маршей. Появившийся Майкл замечает, что если тётя Оливия говорит правду, то Томас не мог встретиться с Филлис в 7:30. Томас хватает лежащую одежду и обращается к Филлис с просьбой подтвердить, что когда они встречались, она была в этой одежде. Взглянув на Шейна, Филлис заявляет, что это не её одежда. Майкл говорит, что в этой одежде исчезла Марша, и Майкл описывал её Гордону в его офисе. По словам Майкла, Гордон нанял его найти Маршу, вероятно, не желая вмешивать полицию. Пейнтер показывает записку Марши Гордону, который признаёт, что это похоже на её почерк, но она не собиралась себя убивать. Томас заявляет, что если это рука Марши, то конечно это самоубийство. Она была влюблена в Грейнджа и, возможно, посчитала, что без него жизнь для неё потеряла смысл. Гордон сомневается в подлинности записки, полагая, что это может быть подстава, особенно когда в дело замешан Майк.
В гостиной слышатся стоны (в соседней комнате приходит в себя Марша), и чтобы скрыть их, тётя Оливия делает вид, что ей стало нехорошо. Шейн поджигает сигарету, бросая горящую спичку в мусорный ящик с бумагами. Ящик начинает гореть, и Эл тушит его. Высыпав из ящика бумаги, он находит записку Марши, точно такую же, как они обнаружили на пирсе. Затем они достают из ящика ещё восемь таких же записок. Гордон берёт записки, а затем с подозрением смотрит на Томаса. Шейн говорит, что это черновики, которые доказывают, что Томас сфабриковал оригинал записки, чтобы представить убийство как самоубийство. Томас оправдывается, что его подставили, и он не убивал Маршу. Разъярённый Гордон достаёт пистолет и стреляет в Томаса, однако Майкл вовремя отводит его руку. Майкл говорит, что против Томаса есть всё, кроме мотива, и Гордон может дать его. Тогда Гордон говорит, что Марша видела, как Томас убил Грейнджа. Испуганная, она пришла к отцу в офис, и он отправил её домой, потребовав, чтобы она обо всём молчала. Майкл заключает, что таким образом Гордон хотел подставить его в убийстве, а также получить возможность шантажировать Томаса в течение многих лет.
Когда Шейн спрашивает Томаса, куда тот дел тело Кинкейда, тот уверяет, что не собирался убивать его и что это был несчастный случай. По словам Томаса, когда при встрече Кинкейд попытался шантажировать его, началась ссора. Кинкейд достал оружие, и в последовавшей драке оно выстрелило и убило его. После этого Томас выбросил тело Кинкейда в залив. Томас, по его словам, был в отчаянии, не знал, что делать. Он понимал, что Грейндж был единственным, кто знал о том, что Кинкейд отправился в его дом на встречу. Томас взял заклинивший пистолет Кинкейда вместе со своим пистолетом в казино. Увидев, как Шейн с Грейнджем уходят, Томас последовал за ними. Он застрелил Грейнджа из своего пистолета и оставил на месте преступления пистолет Кинкейда, чтобы это выглядело так, будто тот застрелился. Когда Шейн спрашивает, что Томас делал в квартире Кинкейда прошлой ночью, тот отвечает, что пришёл уничтожить единственную улику, которая связывала его с Грейнджем. Шейн догадывается, что это Томас ударил его по голове. Шейн спрашивает Томаса, почему человек его положения связался с такими людьми, как Кинкейд и Грейндж. Тот объясняет, что попал в сложную ситуацию и ему срочно были нужны деньги. Он купил в Южной Америке призовую лошадь, которая никогда не участвовала в скачках в США. Внешне она была практически неотличима от Банджо-Боя. Чтобы выкрутиться, Томас поставил на скачках вместо Банджо-Боя эту лошадь. Филлис становится понятно, почему анализ лошади на допинг дал отрицательный результат. После этого Майкл объясняет Пейнтеру суть произошедшего: Томас дал Грейнджу 10 тысяч долларов, чтобы тот сделал серию тайных ставок на его лошадь. Но после получения выигрыша Грейндж отказался платить, и потому Томас нанял Кинкейда, чтобы выбить из него деньги. Кинкейд в свою очередь предложил это Майклу, но тот отказался. Тогда Кинкейд связался с Грейнджем сам. Когда Грейндж рассказал ему всю историю, Кинкейд решил использовать её, чтобы шантажировать Томаса. После этого Майкл сознаётся, что это он подбросил одежду на пирс и что это он позвонил Пейнтеру. Но когда Майкл признаётся, что ему не известно, где находится Марша, в дело вступает тётя Оливия, которая сообщает, что Марша заперта в кладовой. Эл отпирает дверь, и оттуда выходит, пошатываясь, Марша. Она говорит, что пришла сюда, чтобы разобраться с Томасом в связи с его делами. Гордон пытается увезти Маршу домой, однако Майкл его останавливает. Пейнтер задерживает Гордона за сокрытие улик по делу об убийстве, что является серьёзным преступлением. Майкл говорит, что по праву получит 5 тысяч Гордона за то, что доставил ему Маршу, так как они с Оливией партнёры. Дело закрыто, но Филлис не хочет отпускать Майка, которого её отец нанял вплоть до своего возвращения.

## В ролях
- Ллойд Нолан — Майкл Шейн
- Марджори Уивер — Филлис Брайтон
- Джоан Валери — Марша Гордон
- Уолтер Эйбел — Эллиотт Томас
- Элизабет Пэттерсон — тётя Оливия
- Дональд Макбрайд — шеф Пайнтер
- Дугласс Дамбрилл — Гордон
- Кларенс Колб — Хайрэм Брайтон
- Джордж Микер — Гарри Грейндж
- Чарльз Колман — Понсби
- Эдриан Моррис — Эл
- Роберт Эмметт Кин — Ларри Кинкейд
- Фрэнк Орт — Стив

## Создатели фильма и исполнители главных ролей
Юджин Форд был известным постановщиком детективных фильмов категории В 1930—1940-х годов. За свою карьеру, завершившуюся в 1947 году, Форд поставил пять детективных комедий из цикла про Чарли Чана 1934—1940 годов, три картины про частного детектива Майка Шейна 1940—1941 годов, два детектива из серии про Криминального доктора 1943—1944 годов, а также нуаровые триллеры «Берлинский корреспондент» (1942), «Багровый ключ», «Невидимая стена» и «Ответный удар» (все — 1947).
Ллойд Нолан исполнил роль частного детектива Майкла Шейна в семи фильмах 1940—1942 годов. Он также известен заметными ролями в таких престижных фильмах, как «Дерево растет в Бруклине» (1945), «Где-то в ночи» (1946), «Улица без названия» (1948), «Семь волн тому назад» (1957), «Шляпа, полная дождя» (1957), «Пэйтон-Плейс» (1957) и «Ханна и её сестры» (1986).
За время своей актёрской карьеры, охватившей период с 1936 по 1952 год, Марджори Уивер сыграла в 52 фильмах, в том числе, главные женские роли в картинах «Молодой мистер Линкольн» (1939), «Смертельный круиз Чарли Чана» и «Убийство над Нью-Йорком» (два последних — из серии про Чарли Чана, 1940), «Человек, который не хотел умирать» (1942) и «Прямо с Бродвея» (1942) из серии про Майкла Шейна.

## История создания фильма
Это был первый фильм сериала о частном детективе Майкле Шейне студии Twentieth Century Fox. В 1940—1942 годах студия выпустила в общей сложности семь фильмов с Майклом Шейном, которого во всех картинах сыграл Ллойд Нолан. Хотя персонаж Майкл Шейн был создан писателем Бреттом Халлидеем, это единственный фильм из семи, который был поставлен непосредственно по его книге.
В сценарии этого фильма использованы некоторые элементы из первого романа Бретта Халлидея 1939 года «Заработать на смерти» (англ. Dividend on Death), хотя в основном он основан на втором романе Холлидея 1940 года «Частная практика Майкла Шейна» (англ. The Private Practice of Michael Shayne)
.
Рабочее название этой картины — «Частная практика Майкла Шейна».
Фильм находился в производстве с середины сентября до 10 октября 1940 года. Премьера фильма состоялась в Нью-Йорке 19 декабря 1940 года. Фильм вышел в широкий прокат 10 января 1941 года.
Продолжив цикл о Майкле Шейне, в 1946—1947 годах кинокомпания Producers Releasing Corporation выпустила ещё пять фильмов об этом частном детективе. Все эти фильмы поставил режиссёр Уильям Бодайн, а главную роль в них сыграл Хью Бомонт. По словам историка кино Дерека Уиннерта, «эти фильмы были гораздо менее успешными», чем серия Twentieth Century Fox.
В 1960 году телеканал NBC выпустил телесериал «Майкл Шейн» с Ричардом Деннингом в заглавной роли.

## Жанровые особенности фильма
Некоторые современные критики обратили внимание на то, что этот фильм в некотором роде предвосхитил появление жанра фильм нуар. Так, историк кино Стив Льюис, в частности пишет, что он «вышел за несколько месяцев до „Мальтийского сокола“, и возможно был шагом в правильном направлении, но он уж слишком лёгкий, а Ллойд Нолан в главной роли немного чересчур несерьёзный для нуара… Возможно, это переход к настоящему нуару от детективных фильмов, которые были призваны одновременно смешить аудиторию». Как отмечает критик, Майкл Шейн из романов Халлидея «не был по-настоящему крутым, как гвозди, или одним из тех суперсексуальных детективов, которые появились позже, но и сам Ллойд Нолан таким тоже не был».

## Оценка фильма критикой
Как пишет современный историк кино Хэл Эриксон, этот фильм впервые представил «легкомысленного ирландско-американского частного детектива Майкла Шейна,… которого идеально сыграл Ллойд Нолан». По мнению Эриксона, этот фильм, «мастерски сочетающий комедию и саспенс, стал хорошим началом для последовавшего за ним короткого цикла фильмов о Шейне».
Дерек Уиннерт называет фильм «крепким развлекательным детективным триллером», который отличает «невероятно сложный и насыщенный сюжет». При этом «фильм благодаря живой постановке и выразительной актёрской игре движется быстро и плавно». По мнению критика, «Нолан очень убедительно и сильно сыграл дерзкого, остроумного, жёсткого и готового на всё частного детектива», что «задаёт сериалу потрясающее начало». Уиннерт также отмечает Элизабет Паттерсон в роли «зацикленной на детективных историях тёти Оливии, и Марджори Уивер, которая энергична в роли Филлис Брайтон».
Как пишет Стив Льюис, в этом фильме речь идёт об игорном заведении, скачках, убийстве, брошенной даме, возможной предсмертной записке, переменой стволов двух пистолетов, бутылке кетчупа и ювелирном изделии, которое открепляется в неподходящее время, возможно, даже пару раз. И весь этот сложный сюжет «уложился в сжатые 77 минут, что немного длиннее, чем средний фильм-детектив об убийстве того времени. При этом ни одна минута экранного времени не была потрачена впустую», а Нолан «безмерно приятен в роли Майкла Шейна».
Историк кино Крейг Батлер, отмечает, что «хотя у фильма прекрасный исполнитель главной роли в лице Ллойда Нолана, этого недостаточно, чтобы поднять этот дебютный фильм категории В в сериале о Майкле Шейне над рутинным уровнем». Как полагает критик, «поклонникам крутых детективных фильмов он, безусловно, понравится, но тем, кто не в восторге от неуклюжих диалогов, не поддающихся логике, чрезмерно запутанных сюжетов и мужского взгляда на мир, продемонстрированного Шейном, будет немного скучно». Как пишет Батлер, в фильме «действительно есть несколько светлых моментов, которые развлекут тех, кто не является поклонником криминала, и в нём есть удивительно занимательная второстепенная роль дорогой Элизабет Паттерсон, но ему не хватает той всеобщей привлекательной силы, которой обладают такие фильмы, как „Мальтийский сокол“ или „Большой сон“». Далее критик пишет: «Также верно и то, что, каким бы прекрасным ни был Нолан, ему не хватает звездной мощи кого-то вроде Хамфри Богарта, который мог бы сделать Шейна симпатичным, при этом подчеркивая и его менее привлекательные стороны». Кроме того, фильм бы выиграл от того, «если бы у руля стоял режиссёр, по-настоящему чувствующий жанр или обладающий индивидуальным стилем. Юджин Форд в значительной степени ставит фильм как по учебнику, и ему не удаётся добиться мощной игры от Марджори Уивер или Джоан Валери. Тем не менее, даже со своими недостатками, фильм понравится тем, кто любит этот киножанр».
По мнению историка кино Рона Беккера, «в начальных сценах Нолан играет Шейна как крутого персонажа криминальной литературы, который говорит жёстко, отпускает саркастические замечания и неожиданно пускает в ход кулаки. Однако вскоре всё рассеивается в довольно будничных ситуациях и переходит в немного скучный детектив, где Шейн не впечатляет как частный сыщик, попадаясь в собственные „умные“ планы». Как полагает Беккер, «все события, связанные с раскрытием преступлений, были бы намного более интересными и убедительными, если бы некоторые из них были бы показаны по ходу фильма, а не просто проговаривались в самом конце». Критик далее подчёркивает, что «конечно, это детективный фильм 1940-х годов, поэтому здесь присутствует обычное уклонение частного детектива от сотрудничества с полицией, а также ловушки, устраиваемые им, чтобы поймать убийцу, так как нет никаких реальных улик для обвинения. По существу зрителю и Шейну не дают никаких наводок для раскрытия убийства. Но это Шейна не останавливает. Он может раскрыть любое преступление даже без наводок. При этом он забирает найденные улики себе, лишая полицию возможности провести расследование, или подделывает улики, в частности, меняет стволы у пистолетов». По мнению Беккера, «актёрская игра в фильме довольно хорошая. В дополнение к отличной игре Ллойда Нолана, обращает на себя внимание привлекательная и живая Марджори Уивер в роли Филлис, а также очень забавная Элизабет Паттерсон в роли тёти Оливии».